# Микуличи (Дзержинский район)
Мику́личи (бел. Мікулічы) — деревня в Негорельском сельсовете Дзержинском районе Минской области Беларуси. Находится в 7 километрах от города Дзержинска, 48 километрах от Минска, 2 километрах от железнодорожной станции Негорелое и 2 километрах от железнодорожной платформы Клыповщина.

## Название
Топоним Микуличи (и схожие с ним Мику́лино, Мику́левщина) образованы от фамилий, производных от белорусского имени Микула (вариант имени Николай).

## История
Известены с XVI века. В 1589 году находился в Станьковской волости Минского воеводства Великого княжества Литовского, насчитывалось 7 жилых дымов и 23 дымов пустых, насчитывалось 30 волок земли. В 1701 году — 14 дворов, владение виленской капетулы. С 1793 года находился в Станьсковской волости Минского повета, принадлежали Гуттен-Чапские входила в состав Станьковского ключа.
В 1800 году — 20 хозяйств и 84 жителя, владение Доминика Радзивилла. В середине XIX века деревня Микуличи и Малые Микуличи принадлежали помещикам Кустей и Котовичу, проживало 54 лиц мужского пола, действовала мельница, корчма.
В середине XIX века насчитывалось 18 дворов. В 1886 году Микуличи и фольварк Лисиный Угол относились к имению Негорелое. В 1897 году деревня Микуличи (18 дворов, 129 жителей, хлебозапасной магазин, фольварк Микуличи и фольварк Малые Микуличи (2 двора, 10 жителей) в Койдановской волости Минского уезда Минской губернии.
В 1917 году насчитывается 38 дворов, 221 житель, в фольварке Большие Микуличи — 1 двор, 19 жителей. С 9 марта 1918 года в составе провозглашённой Белорусской Народной Республики, однако фактически находилась под контролем германской военной администрации. С 1 января 1919 года в составе Советской Социалистической Республики Белоруссия, а с 27 февраля того же года в составе Литовско-Белорусской ССР, летом 1919 года деревня была занята польскими войсками, после подписания рижского мира — в составе Белорусской ССР. С 20 августа 1924 года — в составе Негорельского сельсовета. В 1924 году насчитывалось — 38 дворов, в 1926 году — 42 двора, 181 житель, на хуторе — 1 двор, 9 жителей, в посёлке Великие Микуличи 11 дворов, 43 жителя,
В 1930-е годы создано коллективное хозяйство «Ударник», который обслуживала Негорельская машинно-тракторная станция, работала кузня. С 28 июня 1941 года по 7 июля 1944 года — под немецко-фашистской оккупацией. Входила в состав колхоза «Красное Знамя».
30 октября 2009 года перешла в состав из ликвидированного Негорельского поссовета в Негорельский сельсовет. По состоянию на 2009 год в составе филиала «Крион-Агро», ранее действовали продуктовый магазин и животноводческая ферма.

## Население
| Численность населения (по годам) | Численность населения (по годам) | Численность населения (по годам) | Численность населения (по годам) | Численность населения (по годам) | Численность населения (по годам) | Численность населения (по годам) | Численность населения (по годам) |
| 1800                             | 1897                             | 1909                             | 1917                             | 1926                             | 1991                             | 1997                             | 1999                             |
| -------------------------------- | -------------------------------- | -------------------------------- | -------------------------------- | -------------------------------- | -------------------------------- | -------------------------------- | -------------------------------- |
| 84                               | ↗ 129                            | ↗ 179                            | ↗ 221                            | → 221                            | ↘ 181                            | ↘ 111                            | ↗ 112                            |
| 2004                             | 2010                             | 2017                             | 2018                             | 2020                             | 2022                             |                                  |                                  |
| ↘ 100                            | ↘ 92                             | ↗ 94                             | ↘ 93                             | ↘ 90                             | ↘ 74                             |                                  |                                  |

## Улицы
По состоянию на ноябрь 2019 года в деревне Микуличи насчитывается три улицы и один переулок:
- Центральная улица (бел. Цэнтральная вуліца);
- Минская улица (бел. Мінская вуліца);
- Минский переулок (бел. Мінскі завулак);
- Дачная улица (бел. Дачная вуліца).

## Достопримечательности
В центре деревни в память 24-х односельчан, которые погибли в Великую Отечественную войну, против немецко-фашистских захватчиков в 1967 году был установлен обелиск.